# Club Atlético Peñarol
Vous lisez un « bon article » labellisé en 2010.
Maillots
Actualités
| \| Montevideo \| Le club est basé à Montevideo en Uruguay. |
| Montevideo                                                 |

Le Club Atlético Peñarol est un club omnisports uruguayen basé à Montevideo. Il est particulièrement connu pour les succès de sa section football.
Le Peñarol a été officiellement fondé le 28 septembre 1891 sous le nom de C.U.R.C.C. ("Central Uruguay Railway Cricket Club"), adoptant son nom actuel en 1913. Le club doit son nom au quartier voisin de Montevideo, qui reprend celui de la ville italienne de Pignerol (en italien : Pinerolo). Ses membres ont pour surnoms habituels les manyas, les carboneros en français : « charbonniers », les aurinegros en français : « les noirs et jaunes » et les mirasoles en français : « les tournesols ».
Depuis l’avènement du professionnalisme en Uruguay en 1932, le Peñarol est le club de football le plus titré du pays avec 43 titres de champion. Auparavant, il faut y ajouter neuf championnats amateur, un avec la fédération disidente FUF (1924) et un autre avec le tournoi du Consejo Provisorio (1926) ce qui conduit le club à revendiquer 52 titres de champion uruguayen. Au niveau continental, Peñarol est le club le plus titré hors-Argentine avec cinq coupes Libertadores (en 1960, 1961, 1966, 1982 et 1987), dont les deux premières éditions de la compétition alors appelée Copa de Campeones de América en français : « Coupe des champions d'Amérique ». Le CAP est enfin le premier club à remporter à trois reprises la Coupe intercontinentale (1961, 1966 et 1982), un palmarès qu'ils partagent aujourd'hui avec Boca Juniors et le Nacional, leur grand rival en Uruguay.
Distancé financièrement par ses concurrents des grands championnats argentin et brésilien depuis le début des années 1990, le club ne parvient pas depuis à rééditer ses succès lors des compétitions internationales et voit sa domination contestée sur la scène nationale.
Le club a été le résident habituel du stade Centenario, le plus grand stade du pays et propriété à l'État, construit pour la coupe du monde de 1930.
Le club est désormais propriétaire de son stade, le stade "campeon del siglo", inauguré le 26 mars 2016, dans lequel l'équipe évolue en championnat.

## Histoire

### Central Uruguay Railway Cricket Club (1891-1913)

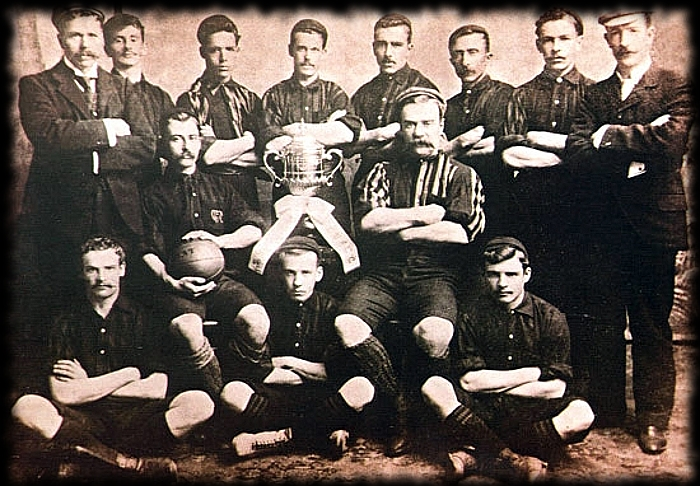
Le CURCC en 1900, premier champion national.

Le Central Uruguay Railway Cricket Club est fondé le 28 septembre 1891 par des employés et ouvriers de la société britannique Montevideo's Central Uruguay Railway (CUR), chargée de la gestion des chemins de fer en Uruguay depuis 1878. Le club est alors connu comme le CURCC ou simplement Peñarol, du nom du quartier de la banlieue de Montevideo où sont basés l'entreprise et le club. Les couleurs choisies sont le jaune et le noir, en hommage aux couleurs traditionnelles des chemins de fer (locomotive, panneaux, barrières, etc.)
D'abord spécialisé dans la pratique du cricket et du rugby à XV, le club ouvre dès 1892 une section football qui semble prendre rapidement l'ascendant sur les autres disciplines du club. En 1895, Julio Negrón devient le premier capitaine uruguayen du club, traduisant ainsi l'enracinement du club dans le pays.
En 1900, le CURCC fonde avec les clubs Uruguay Athletic, Deutscher Fussball Klub et Albion le championnat d'Uruguay de football, dont il remporte la première édition en 1900. Ils sont rejoints la saison suivante par le Club Nacional de Football. Le CURCC conserve son titre en 1901, le Nacional remportant les deux titres suivants. Après l'interruption de la compétition due aux soulèvements de 1904, le CURCC remporte deux nouveaux titres en 1905, grâce à huit victoires en huit matchs sans encaisser un seul but, et 1907.

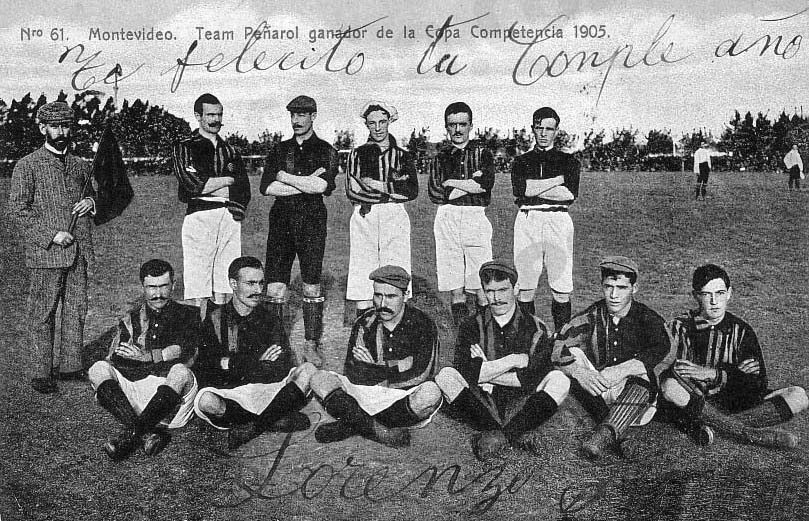
Le CURCC en 1905.

En 1906, Charles W. Bayne, nouvellement installé à la tête de l'entreprise de chemins de fer, refuse de présider le club de football comme cela était le cas jusque-là et transmet la responsabilité à Roland Moor. Cette décision marque le début d'une série de différends entre la direction de l'entreprise et son club de football. Par ailleurs, en 1908, le club boycotte le championnat après dix journées, pour dénoncer des décisions arbitrales. Deuxième en 1909 et 1910, le CURCC remporte un nouveau titre en 1911.
L'année suivante, les responsables du club initient le projet d'autonomisation vis-à-vis de l'entreprise, prévoyant l'ouverture de l'équipe à des joueurs non-employés de CUR et le changement de nom du club. En juin 1913, l'assemblée générale des membres du club rejette d'abord ces propositions, avant de revenir sur sa décision pour la section football en novembre. Le 13 décembre 1913, la section football devient le CURCC Peñarol, et en mars 1914 le Club Atlético Peñarol. Il semble que le CURCC ait malgré tout conservé une section football récréative, coexistant avec le Club Atlético Peñarol jusqu'en 1915. Cette incertitude nourrit une polémique coutumière sur le doyenné du football uruguayen, entretenue par les dirigeants du Nacional.

### Succès en championnat amateur (1914-1931)
Le 12 mars 1914, le CURCC Peñarol devient officiellement le Club Atlético Peñarol. Le changement de nom est approuvé par les instances nationales le 14 mars et le gouvernement accorde à la structure sa personne morale le 13 avril.
Inscrits en championnat à la place du CURCC, les aurinegros obtiennent de bons résultats mais ne parviennent pas à remporter le titre : finalistes malheureux face au River Plate FC en 1914, dauphins du Nacional en 1915, 1916 et 1917. Cependant le club se structure, et inaugure son nouveau terrain de Las Acacias le 19 avril 1916. Le CA Peñarol remporte finalement ses premiers championnats en son nom propre en 1918 puis en 1921. Il remporte en parallèle ses deux premiers tournois internationaux, la Cup Tie Competition (dont le CURCC avait atteint la finale à quatre reprises) en 1916 et la Copa de Honor Cousenier en 1918. Ces compétitions opposent alors deux équipes d'Argentine et d'Uruguay.
Le 12 novembre 1922, en cours de saison, l'Association uruguayenne de football (AUF) désinscrit le Peñarol et le Central pour avoir disputé des matchs amicaux respectivement face au Racing Club de Avellaneda et Independiente, des équipes argentines membres de l'Asociación Amateurs de Football, dissidente de la fédération argentine officielle. Les deux clubs rejoignent une fédération dissidente, la Federación Uruguaya de Foot-ball (FUF), qui lance en 1923 un championnat concurrent, dont le Peñarol remporte la deuxième édition en 1924. Cette même année, la sélection uruguayenne (composée essentiellement de joueurs du Nacional) remporte la médaille d'or de football aux Jeux olympiques de 1924 de Paris, y réalisant une véritable démonstration, preuve du niveau du championnat uruguayen.
Après l'interruption des compétitions en 1925 décidée par les autorités, la FUF est dissoute et les deux championnats sont réunis l'année suivante au sein d'une poule unique, que le Peñarol remporte. Cette victoire, connue comme la Copa del Consejo Provisorio, n'est cependant pas reconnue par les instances uruguayennes à cause des conflits ayant émaillé la compétition.
En 1927, le club uruguayen organise une première tournée en Europe, avant de remporter deux nouveaux titres de champion en 1928 et 1929. La solidité du milieu de terrain aurinegro lui alors vaut d'être surnommé la « Cortina metálica » en français : « le rideau de métal ». En 1928, le club remporte également pour la première fois la Copa Aldao, qui oppose les champions uruguayens et argentins, face au Club Atlético Huracán (3-0), tandis que la sélection uruguayenne, qui compte plusieurs manyas (Peregrino Anselmo, Juan Pedro Arremón, Antonio Cámpolo et Álvaro Gestido), remporte de nouveau le tournoi olympique de football disputé à Amsterdam, en battant en deux matchs l'Argentine en finale. Julio María Sosa, président de 1921 à 1928, est le premier ancien dirigeant à être élu président honoraire du club.
En 1930, la première coupe du monde de football est organisée par l'Uruguay, qui fait construire à Montevideo le stade Centenario, inauguré pendant la compétition. Double championne olympique, la sélection uruguayenne, qui compte dans ses rangs les manyas Lorenzo Fernández et Pelegrín Gestido, bat en finale les voisins argentins (4-2). Le 7 septembre 1930, le Peñarol dispute et remporte son premier match officiel au Centenario, à l'occasion d'une rencontre de championnat face au Club Atlético Olimpia (1-0).

### Avènement de l'ère professionnelle (1932-1957)

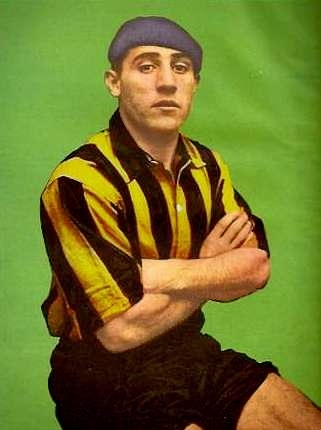
Severino Varela, champion avec Peñarol en 1938.

Le 29 avril 1932, la fédération valide officiellement l'introduction du professionnalisme dans le football uruguayen. Renforcé par le recrutement de José Andrade, star du Nacional et champion du monde 1930, le Peñarol remporte le premier titre professionnel, grâce à 17 victoires en 27 matchs (le championnat ayant débuté avec onze équipes et terminé à dix à la suite de la fusion de deux concurrents). Les trois premiers derbys professionnels opposant les manyas aux bolsos du Nacional s'achèvent sur autant de victoires sur un score identique : 2-0.
La saison suivante est plus resserrée : les deux rivaux terminant avec le même nombre de points (46), ils s'affrontent en match d'appui le 27 mai. Après 70 minutes, le Peñarol ouvre le score dans des circonstances confuses (le ballon ayant été renvoyé involontairement dans le terrain par le kinésithérapeute du Nacional), ce qui conduit à des incidents entre les joueurs et la suspension du match. Le 30 juillet, la Fédération décide d'annuler le but et jouer le temps restant à huis clos. Après 80 minutes de jeu (les 20 minutes du temps réglementaire et les 60 de prolongation), le match se termine sur un score vierge. Le 2 septembre, un deuxième match d'appui a lieu mais se termine sur le même score après 150 minutes de jeu. Le troisième match, le 18 novembre, voit finalement le Nacional l'emporter 3-2 grâce à un triplé d'Héctor Castro. L'attaquant Juan Pedro Young termine meilleur buteur avec 33 réalisations.
De nouveau deuxième en 1934, le Peñarol remporte quatre titres d'affilée entre 1935 et 1938, ainsi que le Torneo Competencia de pré-saison en 1936. Francisco Tochetti est la deuxième personnalité à être nommée président honoraire du club.
De 1939 à 1943, les carboneros (autre surnom des joueurs de Peñarol) ne peuvent empêcher leurs concurrents du Nacional de remporter une série record de cinq titres consécutifs. Ils remportent malgré tout la deuxième édition de la Copa de Confraternidad Escobar - Gerona en 1942. En 1944, les deux grands clubs terminent de nouveau ex-æquo ; le premier match d'appui se termine sur un score vierge, le second est remporté par les aurinegros (3-2), qui enlèvent un second titre d'affilée la saison suivante. En parallèle, le club acquiert un terrain afin d'y faire construire le siège du club, baptisé Palacio Peñarol.
En 1948, le championnat est suspendu du fait d'une grève des joueurs. L'année suivante, le Peñarol remporte un 19e titre. Invaincue toute la saison, vainqueur de 16 matchs de ses 18 rencontres au cours desquelles elle inscrit 62 buts, grâce notamment à l'efficacité de son attaquant Oscar Míguez, meilleur buteur du championnat, l'équipe acquiert le surnom de La Máquina.
Dauphin du Nacional en 1950, Peñarol fournit cette année-là de nombreux joueurs à la sélection nationale, qui s'en va remporter la coupe du monde au Brésil. La finale voit notamment trois de ses joueurs - le capitaine Obdulio Varela et les attaquants Juan Alberto Schiaffino et Alcides Ghiggia, buteurs - s'illustrer et jouer un grand rôle dans la victoire surprise des Uruguayens, pourtant menés 1-0 à l'heure de jeu, en finale (2-1). Cette victoire illustre l'état d'esprit de « garra charrúa » associé au football uruguayen.
Le Peñarol remporte de nouvelles couronnes nationales en 1951, 1953 et 1954, qui lui permettent de compter à cette date le même nombre de titres que le Nacional... qui remporte les trois éditions suivantes.

### Champion d'Amérique du Sud et couronnes mondiales (1958-1970)

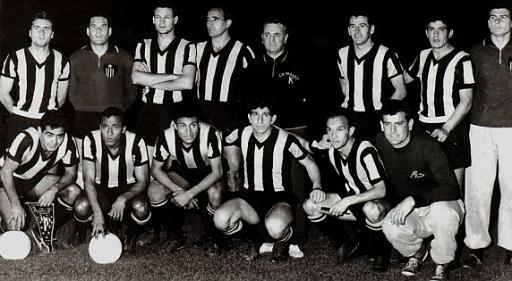
Peñarol champion de la Copa Libertadores en 1961.

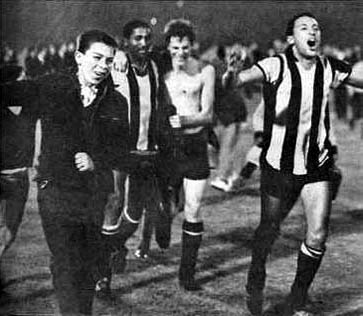
Peñarol champion de la Copa Libertadores en 1966.

Champion d'Uruguay en 1958 et 1959 sous la direction d'Hugo Bagnulo puis Roberto Scarone, arrivé en cours de saison 1959, le Peñarol est qualifié pour la première édition de la Coupe des champions d'Amérique (devenue Copa Libertadores), en 1960, qui réunit les clubs champions de sept pays affiliés à la CONMEBOL, les représentants du Pérou, de l'Équateur et du Venezuela ayant déclaré forfaits. Pour le premier match de l'histoire de la compétition, le 19 avril, les Uruguayens infligent un sévère 7-1 aux Boliviens du Club Jorge Wilstermann, qui ne peuvent que faire match nul (1-1) au retour. En demi-finale, le Peñarol dispose de San Lorenzo de Almagro, après deux matchs nuls (1-1 ; 0-0) et une victoire en match d'appui à Montevideo (2-1). En finale, les aurinegros battent les Paraguayens de Club Olimpia (1-0 ; 1-1) et remportent le premier trophée continental. Pour la première de ses dix saisons au club, l'Équatorien Alberto Spencer est le meilleur buteur de la compétition. Cette victoire leur offre l'occasion de disputer au Real Madrid la première édition de la Coupe intercontinentale. Après un match nul et vierge en Uruguay (devant 71 872 spectateurs, le record d'affluence du club), ils sont battus sèchement en Espagne (5-1).
De nouveau champion d'Uruguay en 1960, le Peñarol défend son titre lors de la Copa Libertadores 1961. Vainqueurs faciles des Chiliens d'Universitario puis de Club Olimpia, les Uruguayens affrontent en finale les Brésiliens de Palmeiras, qu'ils battent à l'aller (1-0) et tiennent en échec au retour (1-1). De nouveau qualifiés pour la Coupe intercontinentale, ils s'inclinent d'abord sur le terrain du Benfica Lisbonne (1-0) mais l'emportent largement au retour (5-0), de sorte qu'un match d'appui est nécessaire. Le 19 septembre 1961, plus de 60 000 spectateurs assistent au sacre du Peñarol, grâce à un doublé de José Sasía, répondant à un but d'Eusébio.
Le Peñarol remporte l'année suivante un quatrième titre consécutif. Tenant du titre, il est qualifié d'office pour les demi-finales de la Copa Libertadores 1962, où il rencontre le Nacional, son dauphin en championnat et représentant à ce titre l'Uruguay. Défait sur la pelouse de son rival (2-1), il remporte le match retour (3-1). Le match d'appui s'achève sur un match nul qualifiant le Peñarol à la différence de buts. En finale, les Uruguayens doivent faire face aux Brésiliens du Santos FC, qui remportent le match aller à Montevideo (2-1). Alors qu'ils mènent 3-2 au score, le match retour est interrompu du fait d'incidents provoqués par les supporters, et le score finalement validé. Le match décisif voit les Brésiliens l'emporter sèchement (3-0), grâce notamment au doublé de Pelé, et détrôner ainsi le Peñarol, qui remporte par ailleurs un cinquième sacre consécutif en championnat (son premier « Quinquenio »), sous la brève direction de l'emblématique entraîneur Béla Guttmann.

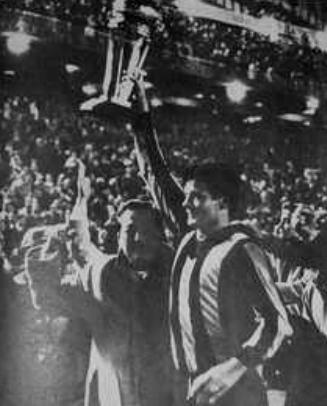
Peñarol vainqueur de la Coupe intercontinentale en 1966.

La saison 1963 marque une pause dans cet âge d'or, le club étant devancé en championnat par le Nacional et éliminé en demi-finale de la Copa Libertadores par les Argentins de Boca Juniors (après une victoire record face aux Équatoriens du Club Deportivo Everest, 14-1 sur deux matches).
De nouveau champion d'Uruguay en 1964 et 1965, le Peñarol atteint la finale pour son retour en Copa Libertadores en 1965, après avoir disposé des Paraguayens de Club Guaraní et surtout pris sa revanche sur Santos FC, battu en match de barrage (4-5 ; 3-2 ; 2-1), mais s'y incline devant Independiente lors d'un troisième match décisif (0-1 ; 3-1 ; 1-4). L'année suivante voit l'introduction d'une compétition continentale élargie à dix-sept équipes venant de huit pays. Sortis lauréats d'un premier groupe de six équipes, devant le Nacional, puis d'un groupe de trois équipes, devant les Chiliens d'Universidad Católica, les aurinegros de Roque Máspoli affrontent les Argentins de River Plate en finale. Ils l'emportent au match aller, à Montevideo (2-0), mais s'inclinent au Monumental au retour (3-2). Un match d'appui est organisé à l'Estadio Nacional de Santiago du Chili : menés 2-0 à la mi-temps, les Uruguayens retournent la situation en deuxième mi-temps avant d'arracher un troisième sacre continental en prolongation (4-2 a.p.), grâce notamment à deux buts de Spencer. Peñarol compte alors trois coupes continentales alors que son traditionnel rival le Nacional n'en compte aucune.
Quelques mois plus tard, pour sa troisième participation à la coupe intercontinentale, le Peñarol bat le Real Madrid à deux reprises sur le même score (2-0), grâce notamment à trois buts de Spencer.
Les Uruguayens continuent à collectionner les succès jusqu'à la fin de la décennie avec deux nouveaux titres domestiques (en 1967 et 1968), marqués par une série record de 56 matchs sans défaite, du 3 septembre 1966 au 14 septembre 1968. Éliminée en demi-finale de la Copa Libertadores 1968 par Palmeiras et de la Copa Libertadores 1969 par le Nacional, l'équipe remporte la deuxième et dernière édition de la Supercoupe des champions intercontinentaux en 1969. En 1970, le Peñarol accède de nouveau en finale de la Copa Libertadores, après avoir disposé des Vénézueliens du Valencia FC (écrasé sur le score record de 11-2), Galicia, Guaraní, de la LDU Quito et enfin d'Universidad de Chile, à la différence de buts, en demi-finale. Mais l'équipe s'incline finalement face aux Argentins d'Estudiantes de La Plata (0-1 ; 0-0).

### La transition des années 1970 (1971-1980)
Dominés par les tricolores du Nacional sur la scène intérieure à partir de 1969, au point de terminer troisièmes du championnat en 1970 derrière Huracán Buceo (leur plus mauvais classement depuis 1940), les manyas sont éliminés de la Copa Libertadores 1971 par leurs rivaux, qui remportent finalement le trophée. Cette même année, les aurinegros leur tiennent tête le temps de la saison régulière mais s'inclinent de nouveau en play-offs. 
Renforcée par le recrutement du buteur Fernando Morena en 1973, auteur de 84 buts en 66 matchs lors de ses trois premières saisons de championnat, et dirigée par Hugo Bagnulo, de retour après son premier passage en 1958-1959, l'équipe de Montevideo remporte trois titres d'affilée.
Lors de la Copa Libertadores 1974, le club est le premier à réaliser l'exploit de remporter un match de cette compétition en Argentine (sur le terrain d'Huracán, 3-0), mais il est finalement éliminé par Independiente, futur vainqueur, dans la phase de groupe des demi-finales. L'année suivante, il est battu dès la phase de groupe par les Chiliens d'Universitario.
En 1976, le titre échappe pour la première fois au duo Nacional-Peñarol depuis l'avènement du professionnalisme en 1932, au profit du Defensor Sporting Club. Le Peñarol, entraîné par le Brésilien Dino Sani remporte ses 24e et 25e titres professionnels en 1978 et 1979. Morena inscrit lors de saison 1978 un record de 36 buts en 22 matchs (dont sept lors d'un seul match face à Huracán Buceo), avant de partir en Espagne, au Rayo Vallecano.
Sur la scène continentale les manyas peinent, éliminés dès la première phase de poule en 1977 et 1978. En 1979, ils se qualifient pour la deuxième phase mais sont éliminés logiquement par les grands clubs argentins Boca Juniors et Independiente, alors qu'en championnat ils ne terminent qu'à la deuxième place et sont battus par le Defensor en Liguilla Pre-Libertadores de América, qualificative pour la Copa Libertadores. Privés en conséquence de compétition continentale en 1980, ils terminent à une piètre troisième place en championnat... mais remportent cette fois la Liguilla.

### Nouvel âge d'or (1981-1987)
En 1981, le recrutement de l'entraîneur Luis Alberto Cubilla, ancien gardien de but du club qui a connu un certain succès pour ses débuts avec Club Olimpia, et le retour du buteur Morena (dans le cadre d'un transfert record d'un million de dollars) aux côtés de Rubén Paz, meilleur buteur du championnat cette saison-là, permettent au club de remporter un nouveau titre de champion d'Uruguay.
Malgré le départ de l'entraîneur Cubilla, remplacé par l'emblématique Hugo Bagnulo, et de Paz, le Peñarol réalise une saison 1982 historique. En Copa Libertadores, après avoir disposé des clubs brésiliens São Paulo FC, Grêmio, Flamengo et des Argentins de River Plate, les aurinegros battent les Chiliens de Cobreloa en finale (0-0 ; 0-1), grâce à un but à la dernière minute de Morena sur le terrain adverse. De nouveau champions d'Uruguay, grâce notamment aux 17 buts de Morena, les hommes de Bagnulo affrontent les Anglais d'Aston Villa FC en coupe intercontinentale, à Tokyo. Vainqueur 2-0 grâce à des buts de Jair, élu meilleur joueur du match, et de Walkir Silva, le Peñarol est le premier club à compter trois coupes intercontinentales à son palmarès.
Seulement 7e de son championnat en 1983, le club défend cependant hardiment son titre continental. En dominant d'abord le Nacional et les Vénézuéliens de l'Atlético San Cristóbal, les Uruguayens se qualifient pour la finale, où ils s'inclinent de justesse face au Grêmio (1-1 ; 2-1). Dominé de justesse par Central Español en 1984, le Peñarol fait appel à nouveau à Roque Máspoli, qui mène le club à deux nouveaux titres de champion. Celui de 1986 est arraché au Nacional dans des conditions rocambolesques, le Peñarol ayant manqué le premier match de la saison pour des raisons économiques, il est décidé qu'en cas d'écart inférieur à deux points à l'issue du championnat entre les deux clubs, un match d'appui décisif serait organisé, ce qui s'avère être le cas en fin de saison. Le match décisif s'achève sur un match nul et vierge, et c'est donc sur une séance de tirs au but (remportée 4-3) que le Peñarol est sacré champion.
En 1987, les problèmes économiques croissants du club l'obligent à présenter une équipe rajeunie à 22 ans de moyenne d'âge, dirigée par Oscar Tabárez. Si celle-ci connaît des difficultés en championnat (qu'elle termine seulement au 8e rang), elle réalise un parcours inattendu en Copa Libertadores 1987 : sortie première de son groupe en première phase, elle domine les Argentins de River Plate et d'Independiente en groupe de demi-finale, grâce notamment à une victoire spectaculaire sur le terrain de los Diablos rojos (2-4). Elle défie l'América de Cali en finale ; battue 2-0 en Colombie, elle est menée 1-0 au match retour à vingt-cinq minutes de la fin, mais marque par deux fois en fin de match et gagne ainsi le droit de disputer un match d'appui. Ce dernier est organisé à l'Estadio Nacional de Chile, où les Peñarolenses ont remporté leur dernier titre continental en 1982. Comme cinq ans avant, les Uruguayens arrachent la victoire, cette fois à la dernière minute de la prolongation grâce à un but Diego Vicente Aguirre. Cette victoire, nouvelle illustration du fameux « garra charrúa », leur permet de compter au palmarès cinq Copa Libertadores, un total dépassé alors seulement par le CA Independiente.
Seul club à compter à cette époque trois coupes intercontinentales, le Peñarol a l'occasion d'en gagner une quatrième, mais il s'incline face au FC Porto en décembre 1987 à Tokyo, sur un but de Rabah Madjer en prolongation (2-1). L'année suivante, le Nacional remporte à son tour une troisième coupe intercontinentale, égalant ainsi le record du Peñarol, qui de son côté va connaître une période d'insuccès inédite.

### Quinqueniopuis baisse des résultats (depuis 1988)

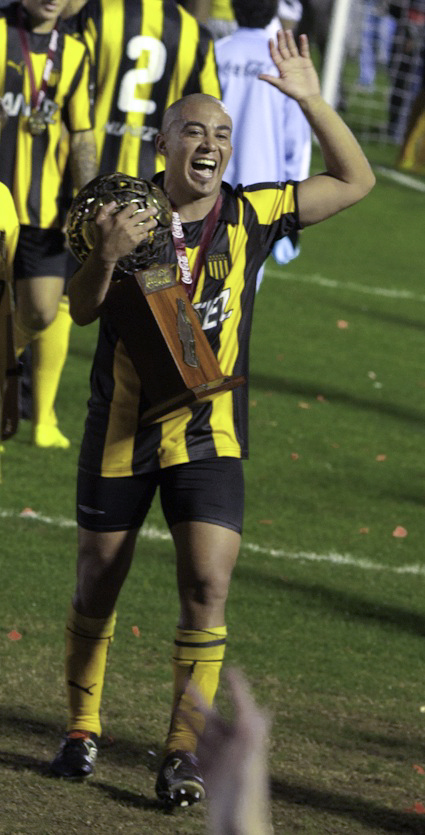
Egidio Arévalo et le trophée de champion d'Uruguay en 2010.

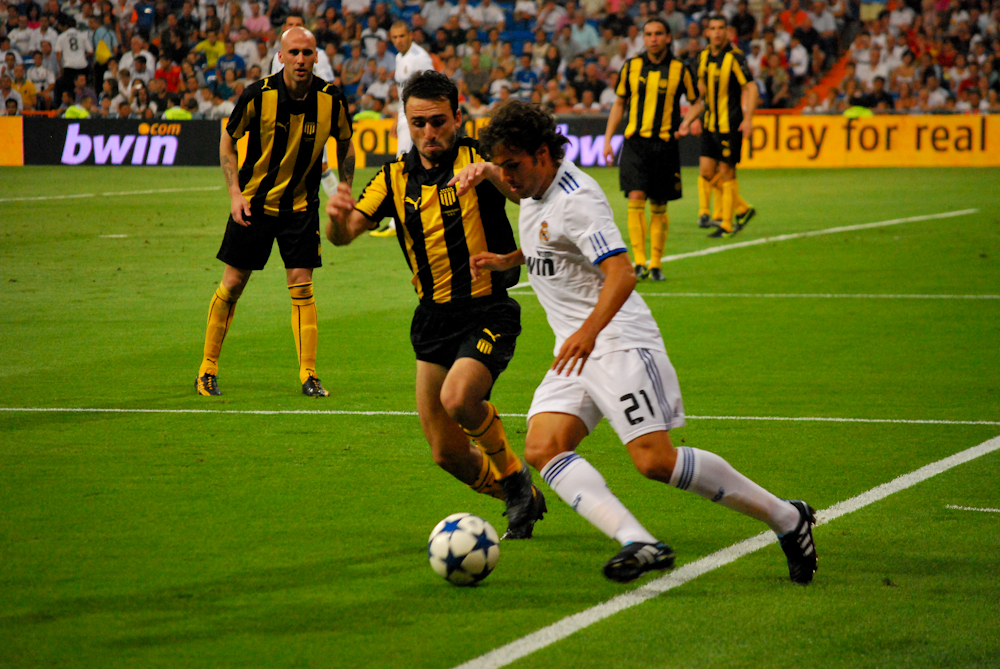
Match amical contre le Real Madrid.

De 1988 à 1993, le Peñarol ne remporte aucune compétition : 2e en 1988, 3e en 1989 et 1990, le club ne termine même pas sur le podium du championnat les deux saisons suivantes. Ces difficultés sont partagées avec le Nacional, de sorte que les couronnes de champion vont à des clubs jusque-là très peu titrés : Defensor Sporting, Danubio FC, CA Progreso, CA Bella Vista, etc.
Les entraîneurs se succèdent sur le banc de touche… jusqu'à la signature de Gregorio Pérez, qui ramène immédiatement le club au sommet du football uruguayen. Sous sa direction (interrompue en 1996 par une expérience de quelques mois en Italie), le Peñarol connaît son second « Quinquenio », avec cinq titres de champion consécutifs remportés entre 1993 et 1997, tandis que sur le plan continental il dispute (et perd) deux finales de Copa Conmebol en 1993 et 1994. En Copa Libertadores, le club subit l'élargissement de la compétition qui permet la participation de nombreux clubs brésiliens ou argentins et l'explosion des budgets dans les grands championnats : il parvient régulièrement à se qualifier pour le tournoi final, mais ne dépasse les huitièmes de finale qu'en 1998.
Le nivellement par le bas du niveau du championnat, expliqué notamment par la faiblesse des moyens du football uruguayen, l'empêche de concurrencer les grands clubs des grands championnats d'Amérique du Sud (Brésil et Argentine notamment), comme l'illustre le départ de Diego Forlán du centre de formation du Peñarol en 1995, à 16 ans seulement. Les années 2000 sont beaucoup moins fructueuses : le Peñarol subit la domination du Nacional, voire du Danubio, sur la scène nationale et ne remporte que trois titres en 1999, 2003 et 2009-2010 (le format du championnat ayant entretemps été aligné sur celui du championnat argentin, à cheval sur deux années), sans réaliser de parcours intéressant en Copa Libertadores, quand il parvient encore à s'y qualifier. En 2011, le club revient sur la scène continentale, -après avoir gagné le championnat en 2010- en atteignant la finale de la Copa Libertadores 2011, qu'il perd face au Santos FC. Le club remporte son 38e championnat en 2013.

## Palmarès
| Titres nationaux | Titres internationaux |
| --- | --- |
| - Championnat d'Uruguay : - Championnat amateur (4) : 1918, 1921, 1928, 1929. - Championnat de la Federación Uruguaya de Foot-ball (1) : 1924. - Copa del Consejo Provisorio (1) : 1926. - Championnat professionnel (43) : 1932, 1935, 1936, 1937, 1938, 1944, 1945, 1949, 1951, 1953, 1954, 1958, 1959, 1960, 1961, 1962, 1964, 1965, 1967, 1968, 1973, 1974, 1975, 1978, 1979, 1981, 1982, 1985, 1986, 1993, 1994, 1995, 1996, 1997, 1999, 2003, 2009-2010, 2012-2013, 2015-2016, 2017, 2018, 2021, 2024 - Supercoupe d'Uruguay (2): 2018, 2022 | - Coupe intercontinentale (3) - Vainqueur en 1961, 1966 et 1982. - Finaliste en 1960 et 1987. - Supercoupe intercontinentale (1) - Vainqueur en 1969. - Copa Libertadores (5) - Vainqueur en 1960, 1961, 1966, 1982 et 1987. - Finaliste en 1962, 1965, 1970, 1983 et 2011. - Coupe Mohamed V (1) - Vainqueur : 1974. - Copa de Honor Cousenier (1) - Vainqueur : 1918. - Cup Tie Competition (1) - Vainqueur : 1916. - Copa Aldao (1) : - Vainqueur : 1928. |

Selon les sources, le palmarès du Peñarol intègre ou non celui du Central Uruguay Railway Cricket Club.
| Titres nationaux                                                    | Titres internationaux                      |
| ------------------------------------------------------------------- | ------------------------------------------ |
| - Championnat d'Uruguay amateur (5) : 1900, 1901, 1905, 1907, 1911. | - Copa de Honor Cousenier (2) : 1909, 1911 |

De plus, le Peñarol a remporté de nombreuses compétitions nationales officielles n'ayant pas valeur de titre de champion. 
| Compétitions actuelles | Compétitions disparues |
| --- | --- |
| - Tournoi d'ouverture (Torneo Apertura) (32) : 1995, 1996, 2012. - Tournoi de clôture (Torneo Clausura) (6) : 1994, 1999, 2000, 2003, 2008, 2010. | - Torneo Competencia (11) : 1936, 1941, 1943, 1946, 1947, 1949, 1951, 1953, 1956, 1957, 1964, 1967, 1986. - Torneo de Honor (11) : 1944, 1945, 1947, 1949, 1950, 1951, 1952, 1953, 1956, 1964, 1967. - Torneo Cuadrangular (es) (5) : 1959, 1960, 1963, 1966, 1968. - Liguilla Pre-Libertadores de América (12) : 1974, 1975, 1977, 1978, 1980, 1984, 1985, 1986, 1988, 1994, 1997, 2004. - Liga Mayor (1) : 1978. - Torneo Clasificatorio (2) : 2001, 2002. |

Enfin, le Peñarol a remporté de nombreux tournois amicaux, nationaux et internationaux, parmi lesquels les suivants.
| Tournois amicaux |
| --- |
| - Trophée Teresa-Herrera (La Corogne) (2) : 1974, 1975 - Trophée Costa del Sol (Malaga) (1) : 1975 - Trophée Semana del Sol-Ciudad de Marbella (1) : 1985 - Trofeo Ciudad de Sevilla (es) (1) : 1985 - Copa Parma (en) (4) : 1993, 1994, 1996, 1998 |

## Identité

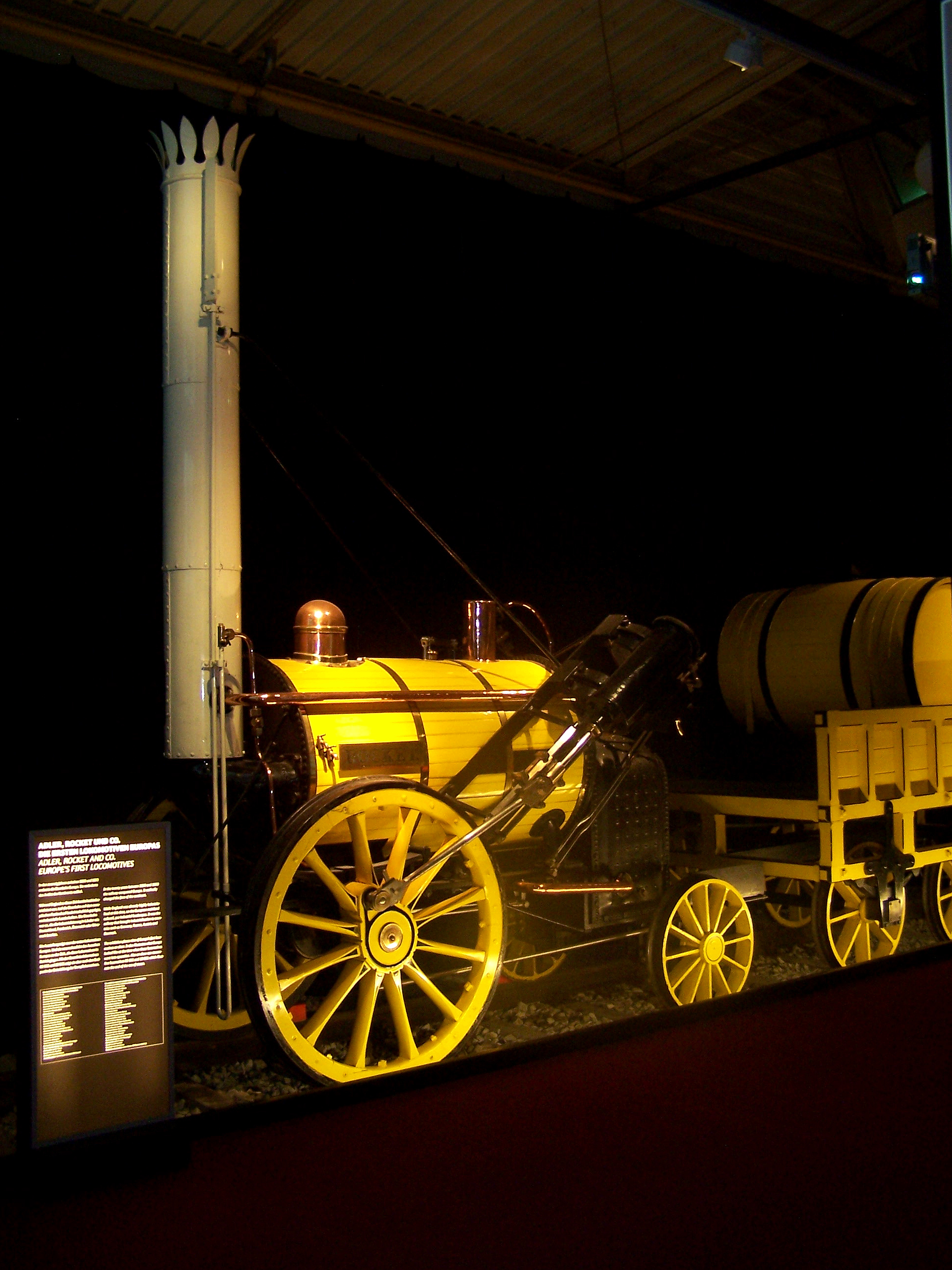
La fusée de Stephenson.

Depuis sa fondation, le club porte les couleurs jaunes et noires reprises du Central Uruguay Railway Cricket Club, inspirées de la fusée de Stephenson, une locomotive produite au XIXe siècle par George Stephenson et utilisée notamment pour la ligne anglaise de chemin de fer Liverpool-Manchester. Ces couleurs valent aux membres du club les surnoms aurinegros en français : « les noirs et jaunes » et mirasoles en français : « les tournesols », tandis que l'origine ferroviaire du Peñarol leur vaut le sobriquet de carboneros en français : « charbonniers ».
Le premier maillot du CURCC, en 1891, est divisé en deux moitiés : de couleur noire à droite et rayée noir et jaune à gauche. Il se porte avec des shorts et bas noirs. En 1905, les dirigeants optent pour un maillot entièrement rayé, ce motif s'imposant comme le motif traditionnel du CURCC (à quelques exceptions près, comme en 1901 et 1908) puis du Peñarol. Quelques adaptations sont cependant réalisées au cours des années, par exemple sur le nombre de rayures et sur les couleurs des short et chaussettes. En 1996 et 2009, le club reprend comme troisième maillot le maillot initial du CURCC.
| 1891-1900 | 1901 | 1908 | depuis 1905 |  |

Les couleurs jaune et noire de Peñarol ont été reprises en hommage par plusieurs clubs en Amérique du Sud, parmi lesquels le Club Guaraní et le Deportivo Táchira FC, respectivement plusieurs fois champion du Paraguay et du Venezuela, ainsi que les clubs argentins du Club Olimpo et du Club Atlético Almirante Brown.
L'écusson et le drapeau du club n'ont pas changé depuis leur création par Constante Facello. Ils représentent neuf bandes noires et jaunes et onze étoiles représentants les onze joueurs.

### Équipementier et sponsors
L'équipement du CA Peñarol a été fourni tour à tour par Adidas (1979-1984), Le Coq Sportif, Topper, Puma (1988-1991), Nanque, Umbro deux fois (1996-1998 puis 2001-2006), Reebok, Covadonga, et de nouveau Puma à partir de 2006.
Les sociétés Parmalat, Pirelli et ANTEL (en) ont été des sponsors importants et durables, respectivement de 1992 à 2000, de 2003 à 2008 et à partir de 2009.

## Infrastructures

### Stades

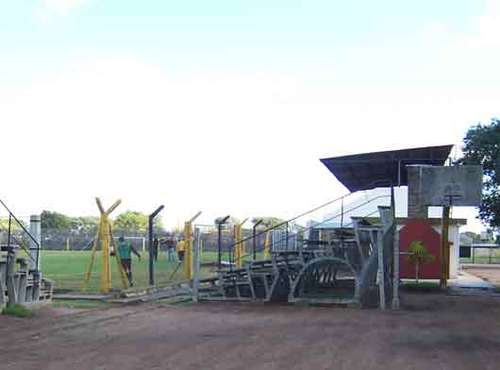
Le stade José Pedro Damiani, appartenant au Peñarol.

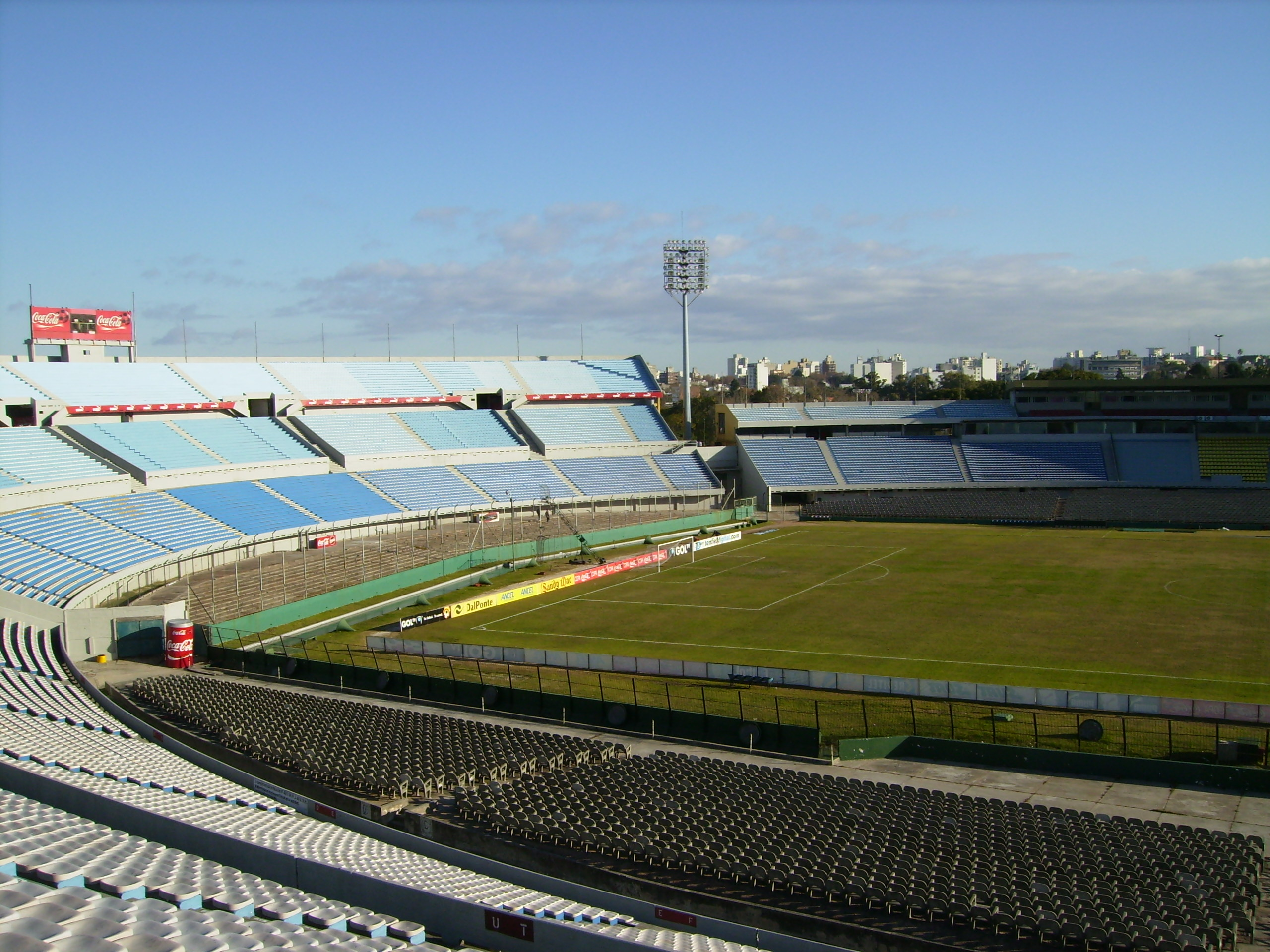
Le stade Centenario, utilisé fréquemment par le Peñarol.

Le Peñarol est propriétaire du stade José Pedro Damiani (longtemps connu comme « Las Acacias ») inauguré le 19 avril 1916. Sa capacité limitée à 12 000 places et sa vétusté font qu'il n'est pas habilité par la ville de Montevideo et n'est donc plus utilisé par le club que de façon épisodique. Le dernier match de championnat qui s'y est tenu date du mois d'août 1997, contre Rampla Juniors.
De ce fait, Peñarol dispute ses rencontres à domicile au Centenario, un stade de 60 235 places assises (plus 5 000 places debout) situé dans le Parque Batlle de Montevideo. Construit pour la Coupe du monde de 1930, il appartient toujours à l'État. Le Peñarol y réalise son record d'affluence (71 872 spectateurs) le 3 juillet 1960 lors de la réception du Real Madrid en finale aller de la Coupe intercontinentale.
Le club a également utilisé au cours de son histoire, de 1921 à 1933, l'estadio Pocitos, où a été marqué le premier but de l'histoire de la coupe du monde de football par le Français Lucien Laurent.
En 2010, un projet de construction d'un nouveau stade pour Peñarol est lancé. En septembre de la même année, il est annoncé qu'il se situerait à proximité de l'aéroport international de Carrasco. De style anglais, il pourrait accueillir 40 000 spectateurs.
Depuis 2016, le club joue dans son nouveau stade, l'Estadio Campeón del Siglo.

### Installations
Le Complejo Deportivo Washington Cataldi, plus connu comme Los Aromos est le centre d'entraînement du club, où se trouve le centre de formation et les terrains d'entraînement des professionnels. Il se trouve au kilomètre 23 de la route nationale 8, dans la ville de Barros Blancos, dans le Canelones. Acheté en 1945, construit en 1947 et réaménagé en 1980, le centre s'étend sur quatre hectares. Depuis 2009, le club dispose également du Centro de Alto Rendimiento, où se trouvent des équipements en intérieur : terrain indoor, gymnase, salle de musculation, etc.
Le siège du club est le Palacio Peñarol « Cr. Gastón Guelfi » (du nom de l'ancien président du club, de 1958 à 1972), un bâtiment situé dans le centre de Montevideo, acheté en 1944. Outre les bureaux administratifs, il héberge notamment un musée.

### Situation financière
Pénalisé par la faiblesse structurelle du championnat uruguayen, appuyé sur un pays de trois millions et demi d'habitants, le Peñarol n'a pas su suivre l'explosion financière du football mondial des années 1990 et 2000.
Lors de la saison 2004-2005, le club annonce un budget de 3,2 millions de dollars, soit moitié moins que le Nacional et environ dix fois moins que le prestigieux CA Boca Juniors de Buenos Aires. Cette saison-là, un quart du budget provient de la vente de joueurs (cette proportion monte à la moitié du budget la saison suivante), et seulement 80 000 dollars du sponsoring maillot (en l'occurrence l'entreprise Pirelli). De plus, le budget prévoit un déficit de près de 300 000 dollars.
En 2009, le président annonce sa volonté de réduire d'un tiers les charges du club, qui se montent à 370 000 dollars par mois, soit 4,4 millions annuels. Son objectif est alors simplement de parvenir à construire de nouveau un budget en équilibre, le déficit cumulé se montant à environ 8 millions de dollars en 2010.

## Personnalités du club

### Présidents
Depuis Frank Henderson en 1891, le Peñarol a connu comme de nombreux présidents. Jusqu'en 1913, ils sont issus de l'entreprise Montevideo's Central Uruguay Railway. Après la mue du club en 1913, le premier président emblématique est l'homme politique Julio María Sosa, lié au Parti Colorado. Président du Peñarol de 1921 à 1928, il est candidat aux élections présidentielles de 1922 et 1926. Il est élu président honoraire en 1929, un an après son départ. Autre homme politique du Parti Colorado, Alberto Demicheli occupe le poste en 1933-1934, avant de devenir président du pays pendant quelques mois en 1976, à la suite de la destitution de Juan María Bordaberry.
Après une période de grande instabilité à la tête de l'institution, Gastón Guelfi est élu le 18 janvier 1958. Sous sa direction, le club connaît une extraordinaire période de succès, neuf fois champion d'Uruguay (dont le premier Quinquenio du club), trois fois vainqueur de la Copa Libertadores (compétition dont il a contribué à la création et au développement) et deux fois vainqueur de la Coupe intercontinentale. Il meurt en exercice, en janvier 1973. Le siège du club porte son nom.
Guelfi est remplacé par Washington Cataldi, ancien député du Parti Colorado. Il poursuit l'œuvre de son prédécesseur, en remportant sept titres de champion une Copa Libertadores et une Coupe intercontinentale en onze saisons, avant de reprendre des responsabilités politiques entre 1985 et 1990. Le centre d'entraînement du club porte son nom.
Après l'intermède de Carlos Lecueder, José Pedro Damiani, un autre homme politique du Parti Colorado, est élu en 1987. Sa priorité est alors de rétablir la situation financière précaire du club, mais il remporte de façon inattendue la Copa Libertadores lors de sa première année. Revenu aux affaires en 1993, il voit le Peñarol remporter son second Quinquenio (1993-1997). Il ne peut cependant empêcher le recul progressif de son club dans la hiérarchie continentale. Décédé en exercice en 2007, il est remplacé par son fils Juan Pedro. Le stade dont le club est propriétaire porte son nom.
L'historique complet des présidents du CA Peñarol est le suivant :
| Présidents du CA Peñarol | Présidents du CA Peñarol | Présidents honoraires |
| --- | --- | --- |
| - Frank Henderson (1891-1899) - Frank Hudson (1899-1905) - Roland Moor (1906-1908) - Percy Sedgfield (1909-1913) - Jorge H. Clulow (1914-1915) - Francisco Simón (1916-1917) - Félix Polleri (1918) - César Batlle Pacheco (1919) - Félix Polleri (1920) - Julio María Sosa (1921-1928) - Arturo Abella (1929) - Luis Giorgi (1930-1931) - Juan Scasso (1932) - Alberto Demicheli (1933-1934) - Pedro Viapina (1934) - Luis Giorgi (1935-1936) - Francisco Tochetti (1937) - Alberto Mantrana Garín (1938) | - Eduardo Alliaume (1939) - Francisco Tochetti (1940) - Bolívar Baliñas (1941-1942) - Álvaro Macedo (1942) - Armando Lerma (1943) - Constante Turturiello (1944-1948) - Eduardo Alliaume (1949-1951) - José Buzzetti (1952-1955) - Raúl Previtali (1956) - Eduardo Alliaume (1957) - Cr. Gastón Guelfi (1958-1973) - Washington Cataldi (1973-1984) - Carlos Lecueder (1985-1986) - José Pedro Damiani (1987-1990) - Washington Cataldi (1991-1992) - José Pedro Damiani (1993-2007) - Juan Pedro Damiani (2008-2017) - Jorge Barrera (2017-2020) - Juan Ignacio Ruglio (2021-…) | - Julio María Sosa (1929) - Francisco Tochetti (1938) - Constante Turturiello (1949) - Mantrana Garin (1953) - Carlos Balsán (1953) - Gastón Guelfi (1961) - Washington Cataldi (1978) - José Pedro Damiani (1991) |

### Entraîneurs

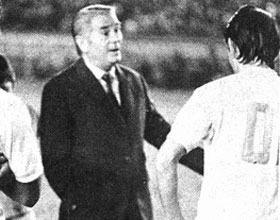
Roberto Scarone en 1972.

Avec l'avènement du professionnalisme en 1932 vient l'officialisation du poste d'entraîneur. Le CA Peñarol a, comme de nombreux autres clubs d'Amérique du Sud, fait de la fonction d'entraîneur un poste subissant une grande pression populaire, et donc relativement précaire (la longévité d'un entraîneur dépasse rarement deux saisons). Les dirigeants du club font d'ailleurs couramment appel à d'anciens entraîneurs du club sur le retour (Leonardo De Lucca, le premier entraîneur du club de 1932 à 1934, retrouve le poste en 1941 puis en 1942-1943).
L'historique des entraîneurs du Peñarol est jalonnée de prises de fonction - plus ou moins heureuses - d'anciens joueurs emblématiques du club (à commencer par José Piendibene, joueur de 1908 à 1928, entraîneur en 1934 et 1940-1941, mais aussi Lorenzo Fernández, John Harley, Juan Pedro Arremón, Peregrino Anselmo, Juan Eduardo Hohberg, Juan Alberto Schiaffino, Alcides Ghiggia, Luis Alberto Cubilla, Hugo Fernández, Ladislao Mazurkiewicz, Walter Olivera, etc.). En 1944, c'est un ancien arbitre international, Aníbal Tejada, qui prend la direction de l'équipe, qui remporte le titre de champion d'Uruguay.
Étant donné la domination du Peñarol sur le football national, de nombreux sélectionneurs de l'Uruguay ont également été entraîneurs du club aurinegro, comme Juan López Fontana (1952-1955) ou Óscar Tabárez, vainqueur de la dernière Copa Libertadores du Peñarol en 1987 et sélectionneur de l'Uruguay lors des Coupes du monde 1990 et 2010.
Certains, comme Roque Máspoli, appartiennent à plusieurs des précédentes catégories : joueur international emblématique du Peñarol, dont il est le gardien de but de 1941 à 1955, il prend à sept reprises les rênes du club entre 1963 et 1992, remportant cinq titres de champion (1964, 1965, 1967, 1985, 1986), une Copa Libertadores (1966) et une Coupe intercontinentale (1966), tout en occupant plusieurs fois le poste de sélectionneur national.
Hugo Bagnulo, autre entraîneur peñarolense à avoir été sélectionneur, remporte en quatre passages six titres de champion (1958, 1959, 1973, 1974, 1975, 1982), une Copa Libertadores (1982) et une Coupe intercontinentale (1982). Roberto Scarone prend sa suite après le premier passage de ce dernier et remporte en un peu plus de deux ans deux nouveaux titres de champion (1960 et 1961), les deux premières éditions de la Copa Libertadores (1960 et 1961) et une Coupe intercontinentale (1961). Le célèbre entraîneur hongrois Béla Guttmann, à la tête de l'équipe en 1962, parachève le premier Quinquenio du Peñarol.
Gregorio Pérez, vainqueur de quatre des cinq titres de champion du dernier Quinquenio (1993-1998), est le dernier entraîneur à avoir connu un incontestable succès au Peñarol.
L'historique complet des entraîneurs du CA Peñarol est le suivant :
| Entraîneurs du CA Peñarol | Entraîneurs du CA Peñarol | Entraîneurs du CA Peñarol | Entraîneurs du CA Peñarol |
| --- | --- | --- | ------------------------- |
| - Leonardo De Lucca (1932-1934) - José Piendibene (1934, 1940-1941) - Athuel Velásquez (1935-1940) - Leonardo De Lucca (1941, 1942-1943) - Luis Manuel Morquio (1941) - Lorenzo Fernández (1941-1942) - John Harley (1942) - Juan Pedro Arremón (1943) - Pedro de Hegedüs (1943) - Aníbal Tejada (1944, 1946) - Alberto Suppici (1945) - Jorge Clulow (1947) - Randolph Galloway (1948) - Emérico Hirschl (1949-1951, 1956) - Juan López Fontana (1952-1955) - Roque Máspoli et Obdulio Varela (intérim) - Gerardo Spósito (1957) - Hugo Bagnulo (1958-1959, 1973-1974, 1974-1975, 1982-1983) - Roberto Scarone (1959-1961) - Béla Guttmann (1962) - Peregrino Anselmo (1962) - Roque Máspoli (1963-1967, 1970-1971, 1976, 1985-1986, 1988, 1992) | - Rafael Milans (1968-1969) - Osvaldo Brandão (1969-1970) - Juan Eduardo Hohberg (1971) - Ondino Viera (1972) - Juan Ricardo Faccio (1972-1973, 1992) - José María Rodríguez (1974) - Juan Alberto Schiaffino (1975-1976) - Dino Sani (1977-1980) - Mario Tuane (1980) - Luis Prais (int.) - José Etchegoyen (1980) - Jorge Kistenmacher (int.) - Alcides Ghiggia (1980) - Luis Alberto Cubilla (1981) - Osvaldo Balseiro (1983) - Hugo Fernández (1984) - Ramón Silva (1986) - Óscar Tabárez (1987) - Fernando Morena (1988, 2005) - Ladislao Mazurkiewicz (1988-1989) - Walter Roque (es) (1989) - Roberto Fleitas (1989-1990) - César Luis Menotti (1990-1991) - Juan Duarte (int.) | - Ricardo Ortiz (int.) - Ljupko Petrovic (1992) - Walter Olivera (1992) (int.) - Gregorio Pérez (1993-1995, 1997-1998, 2002, 2006-2007, 2011-2012) - Jorge Fossati (1996, 2014-2015) - Alejandro Botello (1996) - Julio Ribas (1999-2001, 2009) - Diego Aguirre (2003-2004, 2010, 2010-2011) - Luis Garisto (2006) - Mario Saralegui (2006, 2008-2009) - Gustavo Matosas (es) (2007) - Víctor Púa (int.) - Manuel Keosseian (es) (2010) - Edinson Machín (2010) (int.) - Jorge Gonçalves (2011) (int.), (2013-2014) - Jorge da Silva (2012-2013, 2016) - Pablo Bengoechea (2015-2016) - Leonardo Ramos (2017-2018) - Luis Diego López (2018-2019) - Diego Forlan (2020) - Mario Saralegui (depuis 2020) |                           |

### Joueurs les plus capés

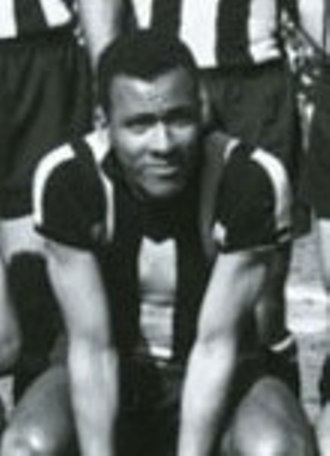
Alberto Spencer est le meilleur buteur en compétitions internationales du Peñarol avec 58 buts.

| Pos. | Joueurs             | Matchs | Années                                |
| ---- | ------------------- | ------ | ------------------------------------- |
| 1°   | Néstor Gonçalves    | 574    | 1957 - 1970                           |
| 2°   | Pablo Bengoechea    | 545    | 1993 - 2003                           |
| 3°   | Omar Caetano        | 530    | 1961 - 1975                           |
| 4°   | Alberto Spencer     | 519    | 1960 - 1970                           |
| 5°   | José Piendibene     | 506    | 1908 - 1928                           |
| 6°   | Antonio Pacheco     | 504    | 1993-2000, 2003, 2007-2011, 2012-2015 |
| 7°   | Fernando Morena     | 484    | 1973-1979, 1981-1983, 1984            |
| 8°   | Antonio Campolo     | 483    | 1918 - 1930                           |
| 9°   | Julio César Abbadie | 483    | 1950 - 1956, 1962 - 1966              |

### Meilleurs buteurs
| Pos. | Joueurs              | Buts | Années                                |
| ---- | -------------------- | ---- | ------------------------------------- |
| 1°   | Fernando Morena      | 440  | 1973-1979, 1981-1983, 1984            |
| 2°   | Alberto Spencer      | 326  | 1960 - 1970                           |
| 3°   | José Piendibene      | 253  | 1908 - 1928                           |
| 4°   | Juan Eduardo Hohberg | 251  | 1949 - 1960                           |
| 5°   | Pablo Terevinto      | 244  | 1920 - 1931                           |
| 6°   | Pedro Virgilio Rocha | 234  | 1959 - 1970                           |
| 7°   | Óscar Míguez         | 231  | 1948 - 1959                           |
| 8°   | Pablo Bengoechea     | 166  | 1993 - 2003                           |
| 9°   | Antonio Sacco        | 162  | 1920 - 1930                           |
| 10°  | Antonio Pacheco      | 149  | 1993-2000, 2003, 2007-2011, 2012-2015 |

Tout au long de son histoire, des centaines de footballeurs ont porté le maillot du Club Atlético Peñarol. Parmi eux, Néstor Gonçálves est celui à avoir disputé le plus de matchs officiels pour le club avec 571 apparitions, du 28 avril 1957 au 28 novembre 1970.
Les meilleurs buteurs du Peñarol en championnat d'Uruguay sont Fernando Morena (203), Alberto Spencer (113) et Óscar Míguez (107). Fernando Morena, par ailleurs meilleur buteur du championnat uruguayen avec 230 buts et meilleur buteur en une saison (36 buts en 22 matchs en 1978), est aussi celui qui a marqué le plus de buts toutes compétitions confondues sous le maillot de Peñarol, avec 440 réalisations. Alberto Spencer est de son côté le meilleur buteur du club en compétitions internationales (Copa Libertadores, Coupe intercontinentale, etc.) avec 58 buts.
De l'époque amateur, José Piendibene, surnommé El maestro, ressort comme un joueur majeur du Peñarol, dont il porte le maillot de 1908 à 1928. L'attaquant Juan Eduardo Hohberg remporte sept titres de champion et la première Copa Libertadores du Peñarol entre 1949 et 1960, inscrivant 98 buts en 136 matchs. Outre Spencer et Gonçálves, Luis Cubilla, Pedro Virgilio Rocha, Juan Joya, Julio Abbadie et le gardien de but Ladislao Mazurkiewicz sont des joueurs emblématiques du Peñarol des années 1960, double vainqueur de la Coupe intercontinentale. Enfin, le milieu de terrain et capitaine du Peñarol Pablo Bengoechea remporte sept titres entre 1993 et 2003, dont le second Quinquenio de l'histoire du club,.
Par ailleurs, le club aurinegro a fourni de nombreux joueurs à l'équipe d'Uruguay de football. Les premiers joueurs du CURCC à être sélectionnés ont été Luis Carbone, Juan Peña, Ceferino Camacho et Aniceto Camacho. Ils étaient du premier match de Copa Lipton contre l'Argentine du 15 août 1905. Parmi les champions du monde de 1930, cinq joueurs étaient du Peñarol : le gardien de but Miguel Capuccini, l'attaquant Juan Peregrino Anselmo et les milieux de terrain Lorenzo Fernández, Alvaro Gestido et Carlos Riolfo. Vingt ans plus tard, neuf joueurs du Peñarol remportent la deuxième coupe du monde de l'Uruguay : le gardien de but Roque Máspoli ; les défenseurs Juan Carlos González et Washington Ortuño, les milieux de terrain Juan Alberto Schiaffino et Obdulio Varela, les attaquants Ernesto Vidal, Julio Britos, Oscar Míguez et Alcides Ghiggia. Schiaffino et Ghiggia marquent les deux buts en finale face au Brésil, au Maracana.

## Culture populaire

### Supporters

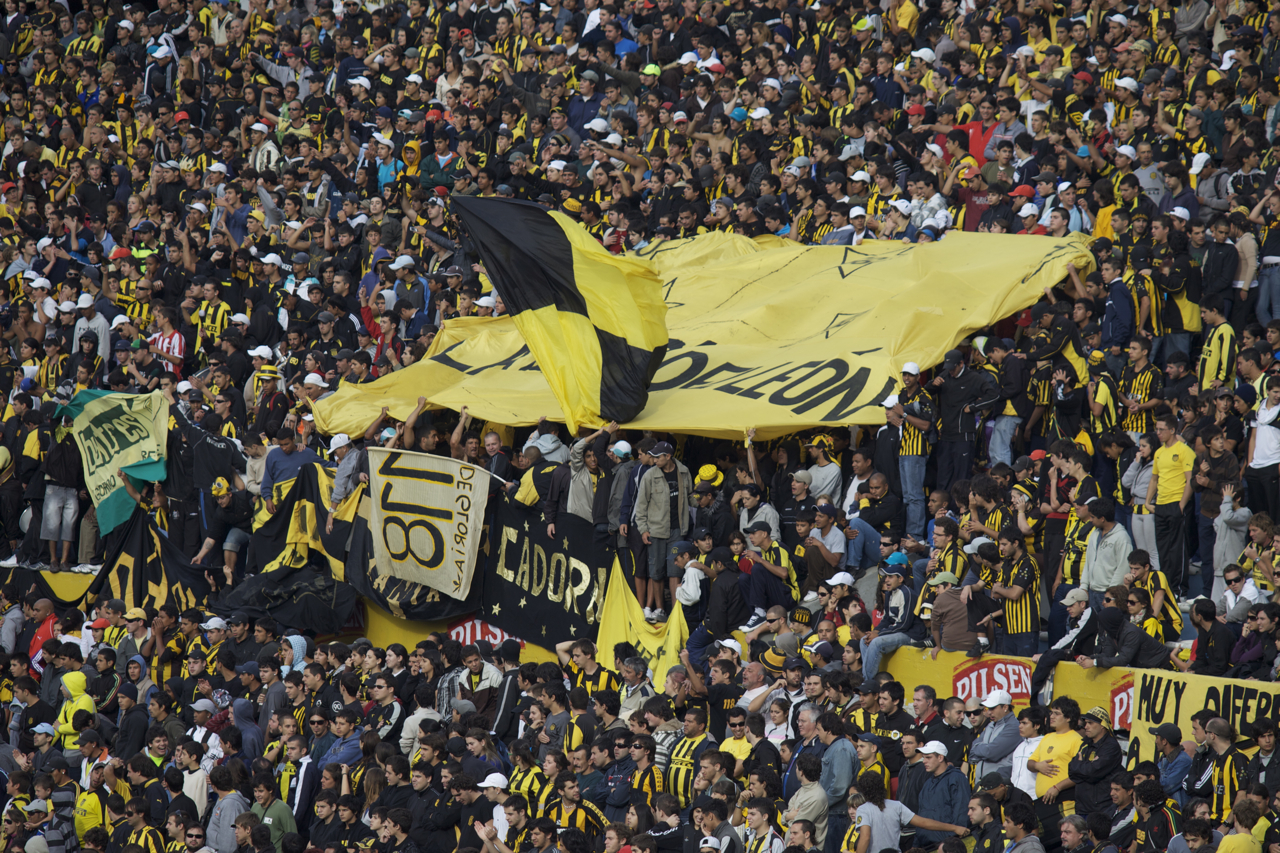
Supporters du Peñarol

Il est généralement considéré que le Peñarol et le Nacional partagent le pays en deux groupes de supporters à peu près égaux, dominant largement les autres clubs : en 1993, un sondage indique que 41 % des sondés supportent le Peñarol, 38 % le Nacional et seulement 7 % un autre club (le reste ne s'intéressant pas au football). En termes de vente de billets, le Peñarol peut compter sur un soutien populaire important. En 2006, le club vend 50 045 billets pour la réception du Danubio FC, un record hors-Clasico. En 2010, année du dernier titre en date, le club enregistre 35 000 spectateurs de moyenne, sans compter les matchs face au Nacional.
Le club poursuit l'objectif de fidéliser ses supporters et travaille dans ce sens ; en 2010, le Peñarol comptent plus de 28 000 abonnés (en espagnol : socios). À cette date, vingt groupes officiels de supporters (appelés peñas) existent, à travers le pays et même à l'étranger.
Aux côtés de ces supporters traditionnels, le club est suivi par des supporters ultras. Depuis sa création, la barra brava du Peñarol a été impliqué dans de nombreux actes de violence, à la fois contre des groupes similaires d'autres clubs (notamment du Nacional) ou contre la police. Les incidents provoqués par les fans du Peñarol ont coûté de nombreux points depuis 1994, faisant perdre mathématiquement trois titres de champion au club (Apertura 1994, Clausura 1997 et Clausura 2002).

### Rivalité
Le principal rival du Peñarol est l'autre grand club de la ville de Montevideo : le Club Nacional de Football. Leur duel est connu comme le « Clásico del fútbol uruguayo » en français : « Classique du football uruguayen », ou « el Super Clásico », d'autant qu'il décide souvent du vainqueur du championnat : les deux institutions en ont remporté 68 des 78 premières éditions (entre 1932 et 2010). Vainqueurs chacun de trois Coupes intercontinentales, les duellistes sont respectivement aux premier et troisième rangs des clubs sud-américains dans le classement des meilleurs clubs de football du XXe siècle établi par l'IFFHS en 2004.
Si la première rencontre entre le Peñarol et le Nacional date officiellement du 14 décembre 1913 (2-2), le premier derby remonte au 15 juillet 1900 et s'achève sur une victoire 2-0 du CURCC, ancêtre du Peñarol, sur le Nacional. Le Peñarol est alors vu comme le club des immigrants, notamment ouvriers, tandis que le Nacional est le club des étudiants uruguayens, volontiers... nationalistes. Pendant la période d'amateurisme du championnat (jusqu'en 1932), le Nacional domine légèrement la scène nationale. Le Peñarol prend l'ascendant par la suite, en remportant davantage de championnats (37 titres de champion contre 31) et de trophées internationaux (cinq Copa Libertadores contre trois).
Entre 1900 et 2011, 504 rencontres entre les deux clubs sont enregistrées, achevées sur 181 victoires du CURCC-Peñarol et 162 victoires du Nacional. Le Nacional est tenant de la plus grande victoire de l'histoire du derby (6-0), en 1941. Longtemps uniquement sportif, le derby est devenu le théâtre d'incidents plus violents, que ce soit dans les tribunes ou sur le terrain, comme en novembre 2000 où les joueurs provoquent une bagarre générale. Neuf joueurs et l’entraîneur Julio Ribas (Peñarol) sont condamnés à une semaine de prison.

## Autres sections

### Basket-ball
La section basket-ball du Club Atlético Peñarol trouve son origine à la fin des années 1920 avec la fondation du Club Piratas, qui fusionne en 1931 avec le Peñarol. La section fait ses débuts en compétition officielle en 1940, avec sa promotion en quatrième division du championnat de basket-ball uruguayen, et progresse rapidement dans la hierarchie. Sous la direction de Ramón Esnal, l'équipe aurinegra intègre la première division en 1943 et termine à la 3e place, avant de remporter son premier titre de champion l'année suivante. Le championnat s'appelle alors le Torneo Federal de Primera División et rassemble les meilleurs clubs de Montevideo.
En 1945, le Peñarol décide avec d'autres clubs de se retirer de la Fédération uruguayenne de basket-ball dans le but de lancer un championnat professionnel dissident. L'échec de ce projet oblige le club à faire son retour au sein de la fédération en 1947. Il remporte un nouveau titre de champion en 1952, puis les tournois d'hiver en 1953 et 1955. Rétrogradé en 1968, le club retrouve une certaine réussite sportive dans les années 1970, et remportant trois nouveaux titres en 1973, 1978 et 1979, ce dernier correspondant à la première édition du championnat d'Uruguay devenu professionnel.
En 1982, le club remporte le Torneo Federal et le tournoi d'hiver, mais surtout la Coupe d'Amérique du Sud des clubs champions la saison suivante. Pourtant le club est relégué deux ans plus tard et, du fait de problèmes économiques de plus en plus importants, quitte le championnat en 1997. La section basketball ne compte depuis plus d'équipe professionnelle.

### Futsal
La pratique du futsal au Peñarol date de 1968. Le club connaît rapidement un certain succès, que ce soit au niveau national et international, et multiplie les tournées de façon à diffuser sa pratique à travers le monde. Il remporte le Campeonato Mundial Interclubes organisé par la Fédération internationale de futsal (FIFUSA) en 1987[réf. nécessaire].
À la suite de la reprise en main du futsal par la Fédération internationale de football association (FIFA) en 1995, Peñarol participe aux compétitions officielles organisées par la fédération uruguayenne de football. Avec neuf titres de champions d'Uruguay remportés entre 1995 et 2011, il s'impose comme l'un des clubs majeurs du pays.
L'équipe est finaliste de la Copa Libertadores de futsal en 2022.